# Musikvidenskab
Musikvidenskab er en samlet betegnelse for videnskabelig forskning i musik med alle relevante discipliner og i alle kulturer. Musikvidenskab hører til humaniora og er primært fokuseret på musikkens teori, kulturelle funktion og historie. Discipliner indenfor musikvidenskab omfatter populærmusikstudier, musiketnologi, musikalsk antropologi, musikhistorie, stemmestudier, musikalsk analyse, satslære og hørelære.
I Danmark kan musikvidenskab studeres på universiteterne i København, Aalborg og Århus. En uddannelse i musikvidenskab kombinerer ofte teoretiske og akademiske discipliner med undervisning i mere praktiske musikalske færdigheder, som instrumentlære, sang og stemmeteknik, direktion, korledelse, sammenspilsledelse eller musik- og lydproduktion.

## Musikteoretikere
- Theodor Adorno
- John Cage
- Ivor Darreg
- Adriaan Fokker
- Hermann von Helmholtz
- Christiaan Huygens
- Ólavur Jøkladal
- Athanasius Kircher
- Johann Kirnberger
- Yuri Landman
- Harry Partch
- Pierre Schaeffer
- Heinrich Schenker
- Arnold Schönberg
- Karlheinz Stockhausen

| Musik | Spire Denne musikartikel er en spire som bør udbygges. Du er velkommen til at hjælpe Wikipedia ved at udvide den. |